# ケルヴィン・ステングス
- カルフィン・ステングス
- ケルフィン・ステングス

カルフィン・ステングス（Calvin Stengs, 1998年12月18日 - ）は、オランダ・ニュー＝フェネップ出身のプロサッカー選手。エールディヴィジ・フェイエノールト所属。ポジションはフォワード、ミッドフィールダー。

## 経歴

### クラブ
地元ニュー＝フェネップのアマチュアクラブ、DIOSでサッカーを始め、ハールレムを経てAZの下部組織に入団。当初は将来の成功への展望を持てず、競技を続けるか迷っていた。
2016年12月14日にKNVBカップのASWH戦でトップチームデビュー。2016-17シーズンはトゥヴェーデ・ディヴィジに参加していたヨングAZでマイロン・ボアドゥらと共にリーグ優勝を果たした。2017年3月5日には18歳でエクセルシオール戦に途中出場しエールディヴィジでデビューした。このシーズンは欧州カップ戦プレイオフ4試合にも出場し、2ゴール1アシストといくつものパス、個人技で大きなインパクトを残し、2017年5月26日には、AZと新たな5年契約を交わした。
2017-18シーズン前には飛躍が期待されていたが、第1節のPSV戦で開始5分でサンティアゴ・アリアスと競り合った際に右膝前十字靱帯を断裂する重傷を負い、シーズン残り全試合を欠場することになった。手術とリハビリを経て、14か月後の2018年10月19日にヨングAZで復帰し、11月3日にはデ・フラーフスハップ戦にスタメン出場し、エールディヴィジ復帰を果たした。
2021年7月14日、フランスのニースに完全移籍。移籍金は1,000万ユーロと報じられている。
2022年8月30日、ベルギーのロイヤル・アントワープにシーズン終了までのローン移籍。
2023年7月26日、AZ時代の恩師アルネ・スロット監督が率いるフェイエノールトに4年契約で完全移籍。

### 代表
2019年11月19日、UEFA EURO 2020予選のエストニア戦でオランダ代表デビュー。
2023年11月21日、UEFA EURO予選のジブラルタル戦で、代表初ゴールを含むハットトリックを達成した。

## 個人成績

### クラブ
| 国内大会個人成績 | 国内大会個人成績 | 国内大会個人成績 | 国内大会個人成績 | 国内大会個人成績 | 国内大会個人成績 | 国内大会個人成績 | 国内大会個人成績 | 国内大会個人成績 | 国内大会個人成績 | 国内大会個人成績 | 国内大会個人成績 |
| 年度             | クラブ           | 背番号           | リーグ           | リーグ戦         | リーグ戦         | リーグ杯         | リーグ杯         | オープン杯       | オープン杯       | 期間通算         | 期間通算         |
| 年度             | クラブ           | 背番号           | リーグ           | 出場             | 得点             | 出場             | 得点             | 出場             | 得点             | 出場             | 得点             |
| オランダ         | オランダ         | オランダ         | オランダ         | リーグ戦         | リーグ戦         | リーグ杯         | リーグ杯         | KNVBカップ       | KNVBカップ       | 期間通算         | 期間通算         |
| ---------------- | ---------------- | ---------------- | ---------------- | ---------------- | ---------------- | ---------------- | ---------------- | ---------------- | ---------------- | ---------------- | ---------------- |
| 2016-17          | AZ               | 34               | エールディヴィジ | 1                | 0                | -                | -                | 1                | 0                | 2                | 0                |
| 2017-18          | AZ               | 29               | エールディヴィジ | 1                | 0                | -                | -                | 0                | 0                | 1                | 0                |
| 2018-19          | AZ               | 7                | エールディヴィジ | 21               | 3                | -                | -                | 4                | 2                | 25               | 5                |
| 2019-20          | AZ               | 7                | エールディヴィジ | 25               | 5                | -                | -                | 3                | 0                | 28               | 5                |
| 2020-21          | AZ               | 7                | エールディヴィジ | 30               | 7                | -                | -                | 1                | 0                | 31               | 7                |
| フランス         | フランス         | フランス         | フランス         | リーグ戦         | リーグ戦         | F・リーグ杯      | F・リーグ杯      | フランス杯       | フランス杯       | 期間通算         | 期間通算         |
| 2021-22          | ニース           | 22               | リーグ・アン     | 24               | 1                | -                | -                | 2                | 0                | 26               | 1                |
| 2022-23          | ニース           | 22               | リーグ・アン     | 4                | 0                | -                | -                | 0                | 0                | 4                | 0                |
| ベルギー         | ベルギー         | ベルギー         | ベルギー         | リーグ戦         | リーグ戦         | リーグ杯         | リーグ杯         | ベルギー杯       | ベルギー杯       | 期間通算         | 期間通算         |
| 2022-23          | アントワープ     | 14               | ファーストA      | 25               | 1                | -                | -                | 6                | 2                | 31               | 3                |
| オランダ         | オランダ         | オランダ         | オランダ         | リーグ戦         | リーグ戦         | リーグ杯         | リーグ杯         | KNVBカップ       | KNVBカップ       | 期間通算         | 期間通算         |
| 2023-24          | フェイエノールト | 10               | エールディヴィジ | 29               | 6                | -                | -                | 5                | 1                | 34               | 7                |
| 2024-25          | フェイエノールト | 10               | エールディヴィジ | 12               | 1                | -                | -                | 0                | 0                | 12               | 1                |
| 通算             | オランダ         | オランダ         | エールディヴィジ | 119              | 22               | -                | -                | 14               | 3                | 133              | 25               |
| 通算             | フランス         | フランス         | リーグ・アン     | 28               | 1                | -                | -                | 2                | 0                | 30               | 1                |
| 通算             | ベルギー         | ベルギー         | ファーストA      | 25               | 1                | -                | -                | 6                | 2                | 31               | 3                |
| 総通算           | 総通算           | 総通算           | 総通算           | 172              | 24               | 0                | 0                | 22               | 5                | 194              | 29               |

### 代表
| オランダ代表 | 国際Aマッチ | 国際Aマッチ |
| 年           | 出場        | 得点        |
| ------------ | ----------- | ----------- |
| 2019         | 1           | 0           |
| 2020         | 4           | 0           |
| 2021         | 2           | 0           |
| 2022         | 0           | 0           |
| 2023         | 1           | 3           |
| 通算         | 8           | 3           |

#### ゴール
| #  | 年月日         | 開催地                                    | 対戦国       | 勝敗 | 試合概要                      |
| -- | -------------- | ----------------------------------------- | ------------ | ---- | ----------------------------- |
| 1. | 2023年11月21日 | エスタディオ・アルガルヴェ（ ポルトガル） | ジブラルタル | ○6-0 | UEFA EURO 2024予選・グループB |
| 2. | 2023年11月21日 | エスタディオ・アルガルヴェ（ ポルトガル） | ジブラルタル | ○6-0 | UEFA EURO 2024予選・グループB |
| 3. | 2023年11月21日 | エスタディオ・アルガルヴェ（ ポルトガル） | ジブラルタル | ○6-0 | UEFA EURO 2024予選・グループB |

## タイトル

### クラブ
ロイヤル・アントワープ
- ベルギー・ファースト・ディビジョンA（2022-23）
- ベルギー・カップ（2022-23）

フェイエノールト
- KNVBカップ（2023-24）[10]
- ヨハン・クライフ・スハール（2024）